# Breschani
Breschani (bulgarisch Брежани, früher Sarbinowo (Сърбиново)) ist ein Dorf mit 891 Einwohnern (Stand 15. März 2009) im südwestlichen Bulgarien. Es liegt in der historischen Region Makedoniens in der heutigen bulgarischen Provinz Blagoewgrad auf etwa 560 Metern über dem Meeresspiegel. Breschani liegt am Fuße des Piringebirges etwa 8 Kilometer südlich von dem Verwaltungssitz der Gemeinde Simitli und etwa 25 Kilometer südlich von der nächstgrößeren Stadt Blagoewgrad. Das Gebirge befindet sich westlich des Dorfes, welches als Ausgangspunkt für diverse Wanderrouten dient.
Breschani trug noch bis zum Putsch in Bulgarien durch die Organisation Sveno unter der Führung von Kimon Georgiew und der von ihm 1934 radikal durchgeführten Verwaltungsreform den Namen Sarbinowo (Сърбиново).
Um 1900 zählte das Dorf nach dem bulgarischen Ethnographen Wassil Kantschow eine Bevölkerung von 2.000, wobei nach den Angaben in seinem Werk Makedonien. Ethnographie und Statistik (1900) die Mehrheit davon, um die 1.900 oder 95 %, Bulgaren waren.